# Les Nouvelles Aventures de la créature du marais
Les Nouvelles Aventures de la créature du marais (Swamp Thing: The Series) est une série télévisée américaine en 72 épisodes de 25 minutes diffusée du 27 juillet 1990 au 1er mai 1993 sur USA Network.
Quelques épisodes sont sortis directement en VHS en France, mais sinon cette série est inédite dans tous les pays francophones.

## Synopsis
En Louisiane, le scientifique Alec Holland après avoir été transformé en créature des marais à la suite des expériences du Docteur Arcane protège la famille Kipp de ses malversations tout en protégeant les habitants et les animaux du bayou. Le scientifique qui possède des installations à proximité continue ses expériences ainsi que sa recherche d'Holland, seul capable de lui fournir des données sur la recherche de l'immortalité.

## Fiche technique
- Créateur : Joseph Stefano
- Producteur : Boris Malden
- Producteur superviseur : Joseph Stefano
- Producteurs exécutifs : Tom Blomquist, Benjamin Melniker, Michael Uslan, Andy Heyward et Tom Greene
- Coproducteurs : Steven L. Sears et Jeff Myrow
- Producteur associé : M.G. McCormack
- Musique : Christopher L. Stone
- Photographie : Joseph Mangine et Geoffrey Schaaf
- Montage : Greg Honick, Pete Opotowsky, Judith Berg, Sandra Berg et John Elias
- Distribution : Melvin Johnson et Kimberly Stephenson
- Effets spéciaux de maquillage : Tony Gardner
- Création des costumes : Emily Harris
- Création des décors : Ovis Rigsby
- Compagnies de production : BBK Productions - Batfilms Productions - DIC Entertainment - MTE - Universal Television - Villa Di Stefano Productions
- Compagnie de distribution : USA Network
- Langage : Anglais Mono
- Durée : 25 minutes
- Image : Couleurs
- Ratio : 1.33:1 plein écran
- Format : 35 mm

 Sauf indication contraire, les informations mentionnées dans cette section peuvent être confirmées par la base de données cinématographiques IMDb,  présente dans la section « Liens externes ».

## Distribution
- Dick Durock (en) : la Créature du marais
- Mark Lindsay Chapman : Docteur Anton Arcane
- Scott Garrison : Will Kipp
- Kevin Quigley : Graham
- Carrell Myers : Tressa Kipp
- Jesse Zeigler : Jim Kipp
- Anthony Galde : Obo Hartison
- Kari Wuhrer : Abigail
- Marc Macaulay (en) : Shériff Andrews
- William Whitehead : Docteur Hollister
- Patrick Neil Quinn : Docteur Alec Holland

## Épisodes

### Première saison (1990-1991)
- Les titres sans parenthèses, correspond au titres français.

1. (The Emerald Heart)
2. (The Living Image)
3. (The Death of Dr Arcane)
4. (The Legend of the Swamp Maiden)
5. (Spirit of the Swamp)
6. (Blood Wind)
7. (Grotesquery)
8. (Natural Enemy)
9. (Treasure)
10. (New Acquaintance)
11. (Falco)
12. (From Beyond the Grave)
13. (The Shipment)
14. Signé à Vie[1] (Birth Marks)
15. (Dark Side of the Mirror)
16. (Silent Screams)
17. Échange Non Standard[1] (Walk a Mile in My Shorts)
18. Les Guetteurs[1] (The Watchers)
19. (The Hunt)
20. (Touch of Death)
21. L'Ultime Expérience[1] (Tremors of the Heart)
22. (The Prometheus Parabola)

### Deuxième saison (1992)
1. Night of the Dying
2. Love Lost
3. Mist Demeanor
4. A Nightmare on Jackson Street
5. Better Angels
6. Children of the Fool
7. A Jury of His Fears
8. Poisonous
9. Smoke and Mirrors
10. This Old House of Mayan
11. Sonata

### Troisième saison (1992-1993)
1. Dead and Married
2. Powers of Darkness
3. Special Request
4. What Goes Around Comes Around
5. Fear Itself
6. Changes
7. Destiny
8. Tatania
9. Mirador's Brain
10. Lesser of Two Evils
11. Revelations
12. Easy Prey
13. The Handyman
14. Future Tense
15. Hide in the Night
16. Pay Day
17. The Return of LaRoche
18. Rites of Passage
19. Never Alone
20. A Most Bitter Pill
21. The Curse
22. Judgement Day
23. Eye of the Storm
24. Vendetta
25. The Hurting
26. The Burning Times
27. The Specter of Death
28. Cross-Fired
29. Patient Zero
30. The Chains of Forever
31. In the Beginning
32. Brotherly Love
33. An Eye for an Eye
34. Yo Ho Ho
35. Heart of Stone
36. Romancing Arcane
37. Swamp of Dreams
38. Heart of the Mantis
39. That's a Wrap

## Commentaires
- La série a été produite par les mêmes producteurs des deux longs métrages La Créature du marais et La Créature du lagon : Le Retour datant de 1982 et 1989, Benjamin Melniker et Michael Uslan.
- Dick Durock est le seul acteur issu des films à jouer dans la série.
- La série a été tournée aux Studios Universal de Floride à Orlando.
- Bien que les droits du personnage appartiennent à DC Comics et donc indirectement à Warner, le propriétaire de cet éditeur, le studio a refusé de financer la série et c'est Universal, un studio concurrent qui a accepté de la produire et de la diffuser sur l'une de ses chaînes puisqu'USA Network appartient à Universal Television.
- La série fut coproduite par DIC Entertainment, une compagnie spécialisée dans l'animation créée en 1971 par Jean Chalopin et rachetée par Andy Heyward à la fin des années 1980.
- Les créateurs du personnage Len Wein et Bernie Wrightson ont participé en tant que consultants à l'élaboration des épisodes de la série.
- Bien que la série soit inédite en France, plusieurs épisodes ont été doublés et sont sortis en VHS chez Paramount Vidéo France dans les années 1990.
- La série fut l'une des premières créations originales de la chaîne USA Network au début des années 1990. En effet, la chaîne n'avait jamais investit dans la création de ses programmes. Elle a depuis créé de nombreuses séries à succès comme Monk ou bien encore Psych : Enquêteur malgré lui.

## DVD
La série est sortie dans son intégralité chez Shout Factory en Zone 1. Le ratio image est en 1.33:1 plein écran 4:3 en anglais mono sans sous-titres. Il s'agit d'éditions Zone 1 NTSC.
- Swamp Thing The Series The Complete First Season (Coffret 4 DVD) le 22 janvier 2008. Les 22 premiers épisodes sont présents. En suppléments deux interviews : celle du créateur Len Wein et de l'acteur Dick Durock. (ASIN B000WC39P4)
- Swamp Thing The Series Volume Two (Coffret 4 DVD) le 15 juillet 2008. Les 25 épisodes suivants sont inclus. En supplément une interview de Bernie Wrightson. (ASIN B0018BDDH2)
- Swamp Thing The Series Volume Three (Coffret 4 DVD) le 8 mars 2011. Les 25 derniers épisodes sont inclus. Pas de suppléments. (ASIN 1603994858)